# (5423) Horahorejs
(5423) Horahorejs – planetoida z pasa głównego planetoid.

## Odkrycie i nazwa
Odkryła ją Zdeňka Vávrová 16 lutego 1983 roku w Obserwatorium Kleť. Nazwa planetoidy pochodzi od Petra Hořejša (ur. 1938) – czeskiego dziennikarza, scenarzysty i powieściopisarza. Przed nadaniem nazwy planetoida nosiła oznaczenie tymczasowe 1983 DC.

## Orbita
(5423) Horahorejs obiega Słońce w średniej odległości 2,38 j.a. w czasie 3 lat i 244 dni.